# Euhalidaya chosica
Euhalidaya chosica là một loài ruồi trong họ Tachinidae.